# Vazgen Manoukian
Pour les articles homonymes, voir Manoukian.
Vazgen Manoukian (en arménien : Վազգեն Մանուկյան), né le 13 février 1946 à Gyumri, est un homme d'État arménien. Il est le premier Premier ministre de l'Arménie indépendante de 1990 à 1991. Il est ministre de la Défense de 1992 à 1993 et président du Conseil économique et social de 2009 à 2019.

## Biographie

### Origines familiales
Les parents de Vazgen Manoukian sont originaires de la province de Moks en Arménie Occidentale : ils ont fui l’Empire ottoman lors du génocide des Arméniens, et trouvé refuge à Erevan. Son père, Mikayel Manoukian, est docteur en mathématiques et professeur à l’université d'État d'Erevan. Sa mère, Asdghik Hakobian, née à Gyumri, dans le nord de la République d’Arménie, a étudié à la même université.

### Études et enseignement
Vazgen Manoukian suit des études à l’université d’État d’Erevan, avant de préparer une thèse (soutenue en 1972) en mathématiques à Novossibirsk, au sein de la célèbre Akademgorodok.
A son retour à Erevan en 1972, Manoukian commence à enseigner à la faculté de mathématiques appliquées de l’université d’Etat (méthodes d’optimisation et analyse mathématique).

## Parcours dans la vie publique

### Débuts en politique
Le 24 avril 1967, alors qu’il est étudiant à Moscou, Manoukian organise une manifestation devant l’ambassade de Turquie à Moscou, à la suite de quoi il est renvoyé à Erevan.
À partir de 1974, Manoukian et ses partisans organisent des célébrations autour de la « fête des Saints Traducteurs », qui rassemblent progressivement l'ensemble des intellectuels arméniens. On y discute dans une ambiance informelle les questions des écoles (arméniennes et non-arméniennes) les relations entre Russie et Arménie, les questions liées au génocide.

### Comité Karabagh
En février 1988, il adhère au « Comité Karabagh », dont l’objectif était d’obtenir la réunification de la région autonome du Haut-Karabagh à l’Arménie.
Le 10 décembre 1988, Manoukian est arrêté avec tous les membres du comité, et passe six mois à la prison Matrosskaïa Tichina à Moscou.

### Premier chef de gouvernement de l'Arménie indépendante
Après sa libération, Manoukian contribue à la création du Mouvement National Arménien (MNA), parti héritier du Comité Karabagh, dont il devient le premier président. En mai 1990, il est élu député au Conseil suprême d’Arménie qui le désigne président du Conseil des ministres le 13 août suivant.
À la suite de désaccords profonds avec le président de la République Levon Ter-Petrossian, Manoukian démissionne de son poste le 26 septembre 1991.
Manoukian fonde alors le Mouvement national démocratique (ԱԺՄ) avec les députés David Vardanian, Archag Sadoïan, Chavarch Kotcharian, Ludwig Khatchatrian, Tigrane Sargsian et Seyran Avagian.

### Ministre de la Défense
En septembre 1992, Manoukian est nommé ministre d’État et ministre de la Défense. C’est à cette époque que l’armée arménienne prend sa forme définitive, et peut désormais prendre l’avantage dans le Haut-Karabagh, avec deux « opérations » restées célèbres, celle de Kapan (qui permet de mettre cette ville à l'abri des bombardements) et de Karvachar (qui permet de relier les territoires de l'Arménie et du Haut-Karabagh). Il démissionne de son poste en août 1993.

### Député
En 1995, Manoukian est élu député de la vingtième circonscription à l'Assemblée nationale. Il est réélu en 1999 et 2003 mais ne se représente pas aux élections de 2007.

### Candidatures aux élections présidentielles
Manoukian est à quatre reprises candidat à la présidence de la République. La première fois en 1996, il se présente contre le président sortant Levon Ter-Petrossian. Les résultats de l’élection sont contestés,,, et Levon Ter-Petrossian doit faire intervenir l’armée dans les rues d’Erevan pour se maintenir au pouvoir.
Il est de nouveau candidat en 1998, 2003 et 2008.

### Président du Conseil économique et social
En mars 2008, Vazgen Manoukian est nommé président du Conseil économique et social de la République d’Arménie. En décembre 2019, il doit quitter cette fonction à la suite d'une campagne de diffamation, orchestrée par le député Armand Babadjanian, proche du Premier ministre Nikol Pachinian, et fonde le club politique Vernatoun.

### Candidat de l'opposition au poste de Premier Ministre
En décembre 2020, après la défaite des troupes arméniennes lors de la deuxième guerre du Haut-Karabagh, dix-sept partis d'opposition au gouvernement de Pachinian se réunissent au sein du « Conseil du salut de la patrie » qui désigne Manoukian comme candidat à un « gouvernement d'accord national ».

## Distinctions
Vazgen Manoukian a reçu la médaille de l’ordre de Tigrane-le-Grand de la République d’Arménie et la médaille de l’ordre de Mesrop Machtots de la République d’Artsakh.